# Micromax
Micromax est une entreprise indienne spécialisée dans la production de téléphones mobiles. Son siège social est situé à Gurgaon près de Delhi en Inde.